# Brachycrus
Il brachicruro (gen. Brachycrus) è un mammifero artiodattilo estinto, appartenente agli oreodontidi. Visse nel Miocene medio (circa 15 - 13 milioni di anni fa) e i suoi resti fossili sono stati ritrovati in Nordamerica.

## Descrizione
Questo animale, lungo circa un metro, era piuttosto simile ai suoi stretti parenti come Merycoidodon, ma se ne differenziava principalmente per la forma del cranio. Questo era infatti insolitamente corto e alto, vagamente simile a quello di un antropoide, e la volta cranica era notevolmente corta. Le ossa nasali erano estremamente ridotte, e consistevano in una sorta di spuntone presente tra le due orbite e diretto in alto e in avanti; questa struttura ossea fa supporre l'esistenza di una grossa e muscolare proboscide simile a quella dei tapiri attuali. La mandibola era molto alta e corta. L'apofisi post-glenoide era compressa in senso antero-posteriore, e veniva in contatto con un processo paroccipitale molto lungo. La dentatura era continua e non vi era alcun diastema, con molari relativamente alti (ipsodonti). Le zampe erano piuttosto corte, simili a quelle dell'affine Merycochoerus.

## Classificazione
Il genere Brachycrus venne istituito nel 1901 da William Diller Matthew, inizialmente come un sottogenere di Merycochoerus, e poi assurto al rango di genere nel 1904 grazie a Palmer. La specie tipo è Brachycrus rusticus (precedentemente attribuita a Merycochoerus), ma a questo genere sono state attribuite numerose altre specie, come B. buwaldi, B. laticeps, B. siouense, B. sweetwaterensis, B. vaughani, i cui fossili sono stati ritrovati in California, Colorado, Idaho, Montana, Nebraska, Nevada, New Mexico, North Dakota, Wyoming.

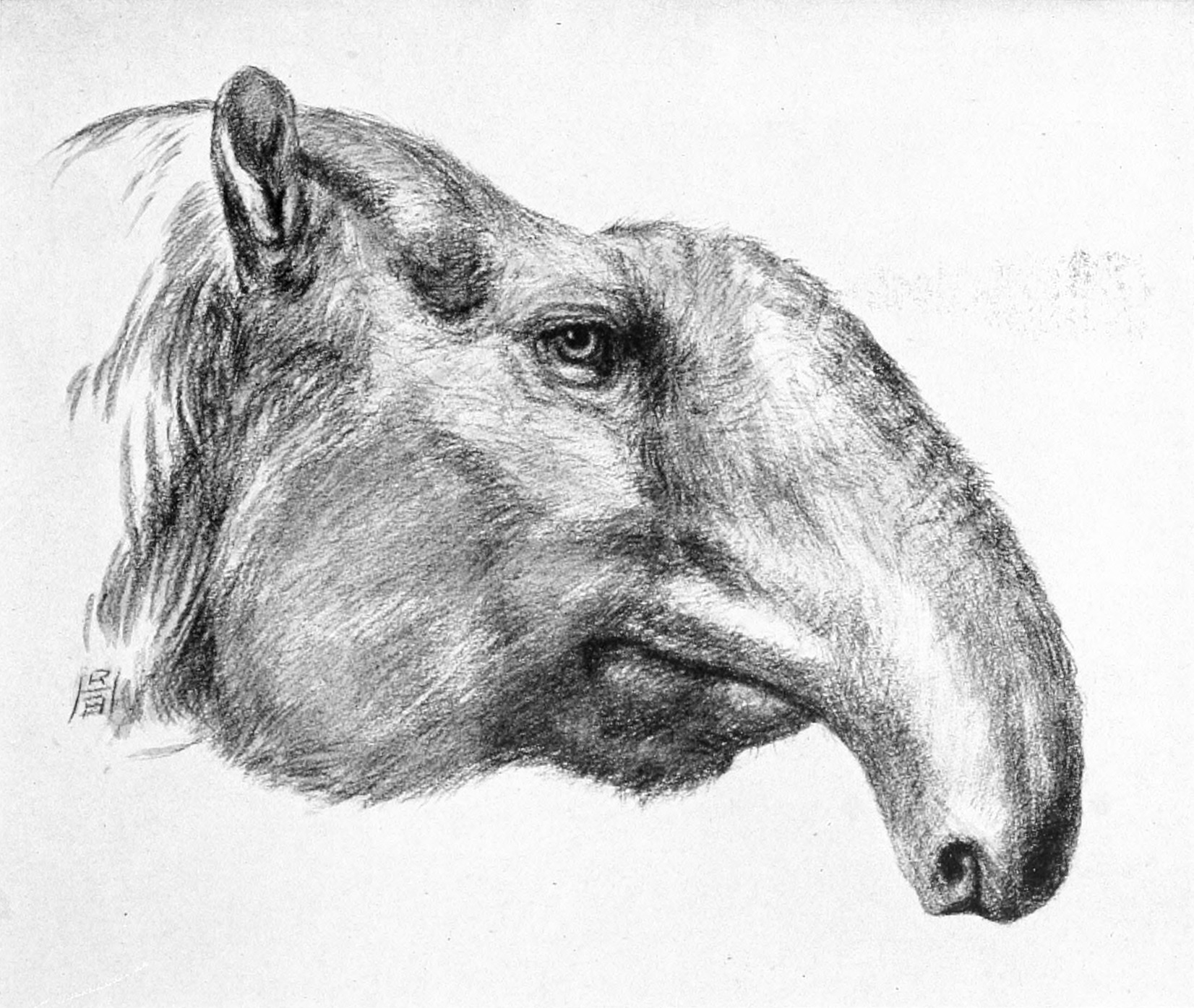
Ricostruzione del cranio di Brachycrus laticeps

Brachycrus è un rappresentante degli oreodontidi, un gruppo di mammiferi artiodattili particolarmente diffusi nell'Oligocene e nel Miocene del Nordamerica; in particolare, Brachycrus sembrerebbe essere stato un membro molto derivato della famiglia, e sebbene tradizionalmente sia stato attribuito alla sottofamiglia Promerycochoerinae, classificazioni più recenti hanno indicato che Brachycrus sarebbe un rappresentante di una sottofamiglia a sé stante (Brachycrurinae).

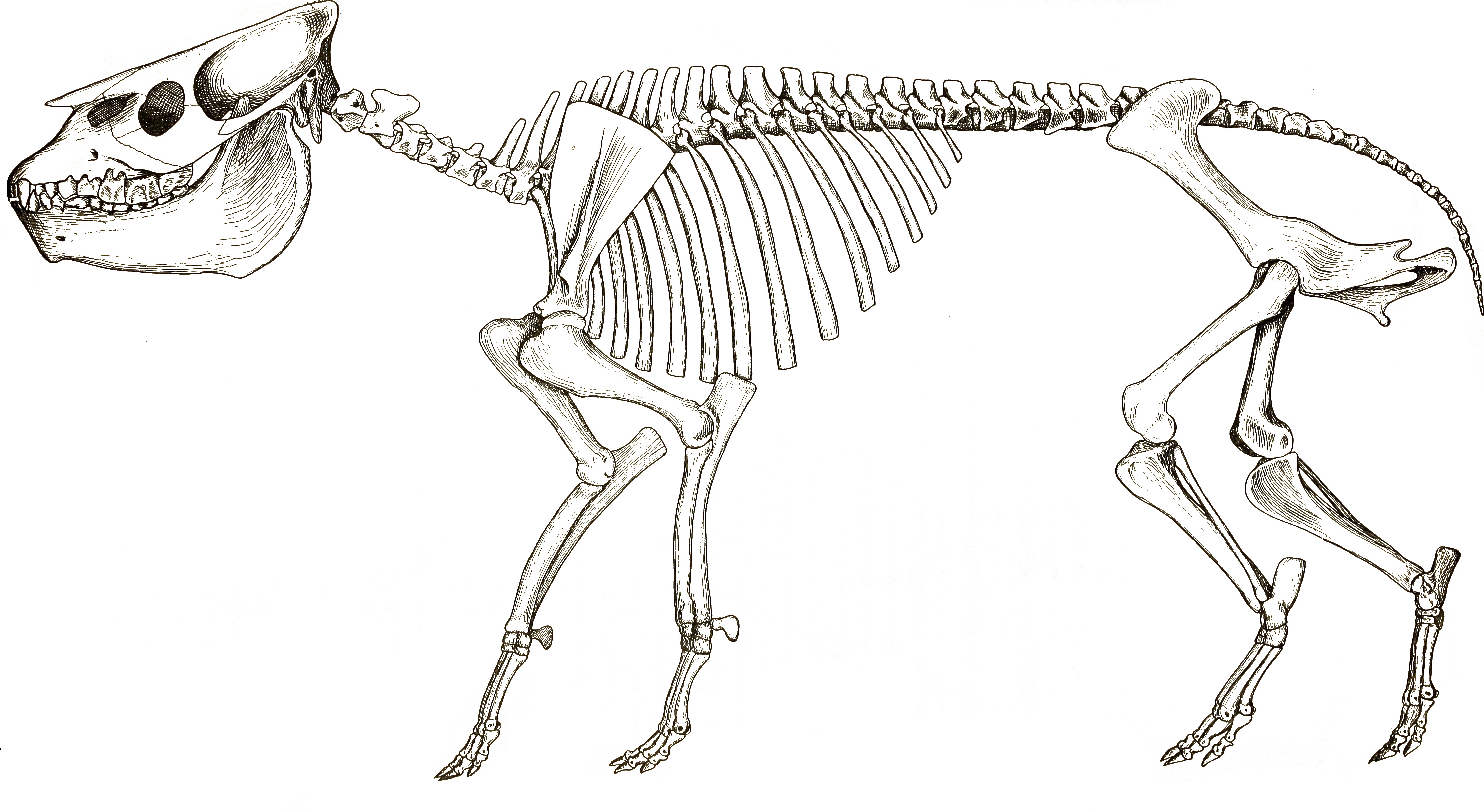
Ricostruzione dello scheletro di Brachycrus rusticus

## Paleoecologia
Si suppone che Brachycrus si cibasse di vegetali duri che sminuzzava grazie ai molari ipsodonti. È probabile che la forte e muscolosa probiscide fosse utile nella raccolta del cibo, come avviene nei tapiri odierni.